# Ikrek akcióban
Az Ikrek akcióban vagy Akcióban Mary-Kate és Ashley (eredeti cím: Mary-Kate and Ashley in Action!) amerikai televíziós rajzfilmsorozat. A két főszereplő, az igazi Olsen ikrekről ábrázolt két rajzfigura. A két igazi színész, Mary-Kate Olsen és Ashley Olsen. Amerikában az ABC tűzte műsorra, a Disney's One Saturday Morning műsorblokkban. Magyarországon az első szinkronnal az A+ és a Minimax sugározta, a második szinkronnal pedig az RTL Klub adta le.

## Ismertető
A főszereplők, a két jól ismert tinédzsersztár. A történetben két titkos ügynököt alakítanak. Különleges ügynökként mutatják meg tapasztalatuk. A pozitív és a negatív küzdés elrepít egzotikus helyekre, olyanra mint például a kínai nagy fal. A két titkos tiniügynök, gaztevőket kerít kézre, egy ember sincs olyan, akit nem volnának képesek megállítani. A kutyájuk neve Quinssy, aki egy terrier és nem egy hétköznapi. Ketten együtt szuper extra kémek és minden feladatot megoldanak, bármennyire is bonyolult, véghez viszik a földön is, a vízen is, a vízben is, történjék bárhol is. Bűnözőket is előkerítenek. Nem tud senki sem kifogni rajtuk. Az illető tettest korábban vagy később, de kézhez kerítik mindig. Rengeteg veszély és izgalom vár a két hősre, de nincsen olyan akadály, amely megállítja az útjuk. A két zseni ügynök, mindent megold.

## Szereplők
| Szerep                   | Eredeti hang    | Magyar hang     | Magyar hang    | Leírás                                              |
| Szerep                   | Eredeti hang    | A+ szinkron     | RTL szinkron   | Leírás                                              |
| ------------------------ | --------------- | --------------- | -------------- | --------------------------------------------------- |
| Mary-Kate Olsen „Misty”  | Mary-Kate Olsen | Molnár Ilona    | Molnár Ilona   | Az egyik főszereplő, az egyenesebb szőke hajú lány. |
| Ashley Olsen „Amber”     | Ashley Olsen    | Vadász Bea      | Mánya Zsófia   | A másik főszereplő, a hullámosabb szőke hajú lány.  |
| Quincy                   | Brendan Beiser  | Pálfai Péter    | Kapácsy Miklós | Az ikerlányok robotkutyája.                         |
| Clive Hedgemorton-Smythe |                 | Várday Zoltán   | Rudas István   |                                                     |
| Renee La Rouge           |                 | Dögei Éva       | Németh Kriszta |                                                     |
| Rodney Choy              |                 | Szatmári Attila | Czető Roland   |                                                     |
| Bennington               |                 | Rudas István    | Várday Zoltán  | Clive inasa.                                        |
| Capital D                |                 |                 |                |                                                     |

- További szereplők (1. magyar változatban): ?
- További szereplők (2. magyar változatban): ?

## Epizódok
| #   | Magyar cím              | Eredeti cím               |
| --- | ----------------------- | ------------------------- |
|     |                         |                           |
| 01. | A csodacsapat           | The Mean Team             |
|     |                         |                           |
| 02. | Ki lopta el a napot?    | SPF 5000                  |
|     |                         |                           |
| 03. | Csak a külső számít     | Gift With Purchase        |
|     |                         |                           |
| 04. | Mi történt a zenével?   | Who Turned The Music Off? |
|     |                         |                           |
| 05. | A nagy vízelszíppantó   | Operation Evaporation     |
|     |                         |                           |
| 06. | Az új kutyaideál        | Puppy Love                |
|     |                         |                           |
| 07. | Édes küldetés           | Tout Sweet                |
|     |                         |                           |
| 08. | A macska hívószava      | The Cat's Meow            |
|     |                         |                           |
| 09. | Gyors és finom          | Faster Food               |
|     |                         |                           |
| 10. | Hajas kérdés            | Out of Her Hair           |
|     |                         |                           |
| 11. | Hó móka                 | Snow Much Fun             |
|     |                         |                           |
| 12. | A szappan átka          | In a Lather               |
|     |                         |                           |
| 13. | A világ tetején         | Pants on Fire             |
|     |                         |                           |
| 14. | Szellemes história      | Just Kidding              |
|     |                         |                           |
| 15. | Hatalmas probléma       | Big Trouble               |
|     |                         |                           |
| 16. | Hullámra fel!           | Catch a Wave              |
|     |                         |                           |
| 17. | Szelek szárnyán         | Up in the Air             |
|     |                         |                           |
| 18. | Fiús dolgok             | Boy Stuff                 |
|     |                         |                           |
| 19. | Az esőerdő mélyén       | Bug Off                   |
|     |                         |                           |
| 20. | Hol a kutya?            | Dog Gone                  |
|     |                         |                           |
| 21. | Ássunk mélyre           | Can You Dig It?!          |
|     |                         |                           |
| 22. | Földönkívüliek          | Alien Encounters          |
|     |                         |                           |
| 23. | Égnek áll a hajunk      | Bad Hair Day              |
|     |                         |                           |
| 24. | Ki zenél?               | Rave Reviews              |
|     |                         |                           |
| 25. | Lovas kaland            | Horsing Around            |
|     |                         |                           |
| 26. | A titokzatos kalandtúra | Tourist Traps             |
|     |                         |                           |